# László Dániel
László Dániel (Budapest, 22 settembre 1922 – Santiago del Cile, 21 novembre 2020) è stato un militare e aviatore ungherese,  asso dell'aviazione da caccia nel corso della seconda guerra mondiale abbattendo individualmente e in collaborazione 11 aerei nemici, più uno non confermato, nel corso di 70 missioni.

## Biografia
Nacque a Budapest il 22 settembre 1922, figlio di un proprietario terriero. Nella sua città natale frequentò il Ginnasio Piarista diplomandosi nel 1941. Conseguì il brevetto di pilota nell'estate del 1941 presso la Székesfőváros Közlekedési Részvénytársaság (BSZKRT) a Ferihegyen.
Arruolatosi nella Magyar Királyi Honvéd Légierő, frequentò l'Accademia militare uscendone il 1 settembre 1943 con il grado di tenente. A partire dal mese di dicembre fu assegnato ai reparti da combattimento, dal 13 aprile 1944 al reparto sperimentale di volo, e dal maggio successivo al neocostituito.
Conseguì la sua prima vittoria aerea volando sul caccia Messerschmitt Bf 109G-6 il 14 giugno 1944, quando abbatté in collaborazione un caccia statunitense Lockheed P-38 Lightning a sud-est di Pusztavam, e il 2 luglio la sua prima individuale abbattendo un caccia P-38. Dopo aver abbattuto in collaborazione due bombardieri quadrimotori Consolidated B-24 Liberator (30 luglio 1944), l'8 gennaio 1945 distrusse un caccia Lavochkin La-5, il 9 marzo un caccia Yakovlev Yak-9, l'11 e il 16 marzo due cacciabombardieri Ilyushin Il-2, il 20 marzo un caccia Yakovlev Yak-3 e il giorno dopo un caccia Yakovlev Yak-9.
Fu fatto prigioniero di guerra dagli americani a Pockingban, venendo rilasciato alla fine di settembre 1945 per rientrare in Ungheria. Dal gennaio 1946 al marzo 1949 lavorò a Budapest come impiegato presso la Banca Nazionale e poi, per il peggioramento della situazione associato alla presa di potere del Partito Comunista Ungherese, decise di lasciare il Paese e di attraversare il confine con l'Austria. Insieme a István Kálmán arrivò in Cile nell'ottobre 1949, stabilendosi a Santiago del Cile dove divenne poi pilota istruttore presso il locale aeroclub. Lavorò come pilota agricolo e poi come pilota per lo spegnimento degli incendi boschivi, primo a farlo in Cile. Volò per la maggior parte del tempo con un aereo agricolo tipo Cessna 188B-300 AGtruck, e poi acquistò per sé un Cessna 188 (CC-CEQ). Andò in volo per l'ultima volta nel 2003, totalizzando oltre 17.000 ore di volo. Si spense a Santiago del Cile il 21 novembre 2020.

### Annotazioni
1. ↑  Suo padre era già stato licenziato.

### Fonti
1. 1 2 3 4 5 6 7 8  Hirosveny.
2. 1 2 3 4 5 6 7 8  Ciel de Gloire.
3. ↑  Punka 2002, p. 87.